# Bushi (musique)
Pour les articles homonymes, voir Bushi (homonymie).
Le bushi (節) est une forme de musique populaire japonaise.
Le terme japonais fushi (節), utilisé à l'origine pour la musique populaire bouddhiste au Japon, signifie simplement « mélodie ». Comme le terme générique ondo, bushi, forme voisée de fushi, est employé comme suffixe pour les chansons populaires japonaises.
On le trouve dans de nombreux chants traditionnels et folkloriques japonais, généralement les chants au shamisen ou au sanshin. On peut citer comme exemples le Ringo bushi, le Tsugaru yosare bushi, le Tsugaru aiya bushi, le Tsugaru jongara bushi, le Yasaburō bushi (弥三郎節), le Hōnen bushi et le Itokuri bushi. Le Yasaborō bushi, l'un des plus connus, remonte à plus de trois cents ans. Ces chants folkloriques sont le plus souvent entendus aux festivals japonais locaux.